# Saltos ornamentais na Universíada de Verão de 2007
Os saltos ornamentais na Universíada de Verão de 2007 foram disputadas no Aquatic Center da Thammasat University em Banguecoque e no Rangsit Center em Pathum Thani, Tailândia entre 13 e 16 de agosto de 2007.

## Medalhistas
Esses foram os resultados dos medalhistas:

### Masculino
| Evento            | Ouro                                         | Ouro            | Prata                                    | Prata           | Bronze                                          | Bronze          |
| Trampolim de 1m   | Trampolim de 1m                              | Trampolim de 1m | Trampolim de 1m                          | Trampolim de 1m | Trampolim de 1m                                 | Trampolim de 1m |
| ----------------- | -------------------------------------------- | --------------- | ---------------------------------------- | --------------- | ----------------------------------------------- | --------------- |
| Individual        | CHN Zhang Xinhua                             | 437,40          | CHN Luo Yutong                           | 424,85          | UKR Yuriy Shlyakhov                             | 420,00          |
| Trampolim de 3m   |                                              |                 |                                          |                 |                                                 |                 |
| Individual        | CHN Peng Bo                                  | 486,25          | CHN Luo Yutong                           | 474,10          | MEX Roumel Aghued Pacheco                       | 434,05          |
| Sincronizado      | CHN China Zhang Xinhua Peng Bo               | 431,10          | RUS Rússia Alexander Gorshkov Artem Lvov | 396,75          | UKR Ucrânia Dmytro Lysenko Anton Zakharov       | 366,00          |
| Plataforma de 10m |                                              |                 |                                          |                 |                                                 |                 |
| Individual        | CHN Hu Jia                                   | 512,20          | CHN Wang Liang                           | 477,35          | RUS Oleg Vikulov                                | 463,20          |
| Sincronizado      | RUS Rússia Konstantin Khanbekov Oleg Vikulov | 432,06          | CHN China Zhou Xin Wang Liang            | 431,13          | PRK Coreia do Norte Yong Ryong Pak Chol Jin Kim | 408,03          |
| Equipe            |                                              |                 |                                          |                 |                                                 |                 |
| Equipe            | CHN China                                    | —               | RUS Rússia                               | —               | UKR Ucrânia                                     | —               |

### Feminino
| Evento            | Ouro                                             | Ouro            | Prata                                        | Prata           | Bronze                                            | Bronze          |
| Trampolim de 1m   | Trampolim de 1m                                  | Trampolim de 1m | Trampolim de 1m                              | Trampolim de 1m | Trampolim de 1m                                   | Trampolim de 1m |
| ----------------- | ------------------------------------------------ | --------------- | -------------------------------------------- | --------------- | ------------------------------------------------- | --------------- |
| Individual        | UKR Maria Voloshchenko                           | 280,65          | ITA Noemi Batki                              | 280,65          | USA Mary Yarrison                                 | 276,30          |
| Trampolim de 3m   |                                                  |                 |                                              |                 |                                                   |                 |
| Individual        | CHN Li Ting                                      | 363,85          | USA Christina Loukas                         | 328,95          | MEX Paola Milagros Espinosa                       | 319,50          |
| Sincronizado      | MEX México Paola Milagros Espinosa Tatiana Ortiz | 324,30          | CHN China Li Ting Hou Yuanyuan               | 322,80          | USA Estados Unidos Christina Loukas Amanda Miller | 319,80          |
| Plataforma de 10m |                                                  |                 |                                              |                 |                                                   |                 |
| Individual        | CHN Lao Lishi                                    | 388,00          | MEX Paola Milagros Espinosa                  | 363,70          | JPN Mai Nakagawa                                  | 329,40          |
| Sincronizado      | MEX México Paola Milagros Espinosa Tatiana Ortiz | 326,04          | PRK Coreia do Norte Kum Hui Choe In Sun Hong | 314,76          | JPN Japão Misako Yamashita Mai Nakagawa           | 308,70          |
| Equipe            |                                                  |                 |                                              |                 |                                                   |                 |
| Equipe            | MEX México                                       | —               | CHN China                                    | —               | USA Estados Unidos                                | —               |

## Quadro de medalhas
| Ordem | País                | Medalha de ouro | Medalha de prata | Medalha de bronze |    |
| ----- | ------------------- | --------------- | ---------------- | ----------------- | -- |
| 1     | CHN China           | 7               | 6                |                   | 13 |
| 2     | MEX México          | 3               | 1                | 2                 | 6  |
| 3     | RUS Rússia          | 1               | 2                | 1                 | 4  |
| 4     | UKR Ucrânia         | 1               |                  | 3                 | 4  |
| 5     | USA Estados Unidos  |                 | 1                | 3                 | 4  |
| 6     | PRK Coreia do Norte |                 | 1                | 1                 | 2  |
| 7     | ITA Itália          |                 | 1                |                   | 1  |
| 8     | JPN Japão           |                 |                  | 2                 | 2  |
| TOTAL | TOTAL               | 12              | 12               | 12                | 36 |